# Parque de los Príncipes (Sevilla)

Plano del parque de los Príncipes y de su itinerario botánico

El parque de los Príncipes está ubicado en Sevilla (Andalucía, España). Se encuentra en la zona occidental del barrio de Los Remedios. Abrió en 1973.

## Historia
El barrio de Los Remedios se construyó a lo largo del siglo XX. A mediados del siglo la abundancia de viviendas hizo que el barrio careciese de zonas verdes debidamente acondicionadas, con la salvedad de la plaza ajardinada de Don Otilio, realizada en los años 60.
En la zona occidental del barrio existía un terreno sin construir calificado como zona verde desde el Plan de Ordenación Urbana de 1946 y que se mantuvo así en el Plan General de Ordenación Urbana de 1963. En 1970, siendo alcalde Juan Fernández Rodríguez García del Busto, se comenzó con el proyecto de acondicionamiento de la misma. Se ejecutó bajo la dirección de Luis Recasens, José Lupiáñez y José Elías.
Se abrió al público el 14 de abril de 1973. Fue inaugurado oficialmente el 23 de abril de ese año. La cinta fue cortada por una niña llamada María Luisa González, junto con el alcalde de la ciudad.
En 1973 el Ayuntamiento también realizó el traslado de la Feria de Abril a una parcela cercana. Antes esta feria se situaba en el Prado de San Sebastián. La primera Feria de Abril en Los Remedios comenzó una semana después de la inauguración de este parque.
El parque de los Príncipes dotó a Los Remedios y a Triana de una amplia zona verde.
Desde los años 70 ha albergado algunos actos públicos, como una exposición de carruajes diversos concursos, recitales y otros eventos.
En 1992, con motivo de la Exposición Universal que se celebraba en la ciudad, la ciudad de Viena, Austria, regaló a Sevilla una glorieta con juegos infantiles. Seis técnicos vieneses montaron los juegos y un ceramista de la capital austríaca se encargó de los adornos. Los trabajos comenzaron en febrero de 1992. No obstante, en marzo unos vándalos destrozaron la glorieta. Esto motivó que la concejal y futura alcalde Soledad Becerril propusiera cerrar los parques y jardines de la ciudad por la noche. La glorieta de Viena fue reparada posteriormente. La inauguración de la glorieta tuvo lugar en septiembre de 1992 por parte del alcalde de Viena y el alcalde de Sevilla, Alejandro Rojas-Marcos. Como Viena celebraba entonces el 125 aniversario de los valses de Johann Strauss, dos mujeres austríacas acudieron vestidas al estilo del siglo XIX.

## Características

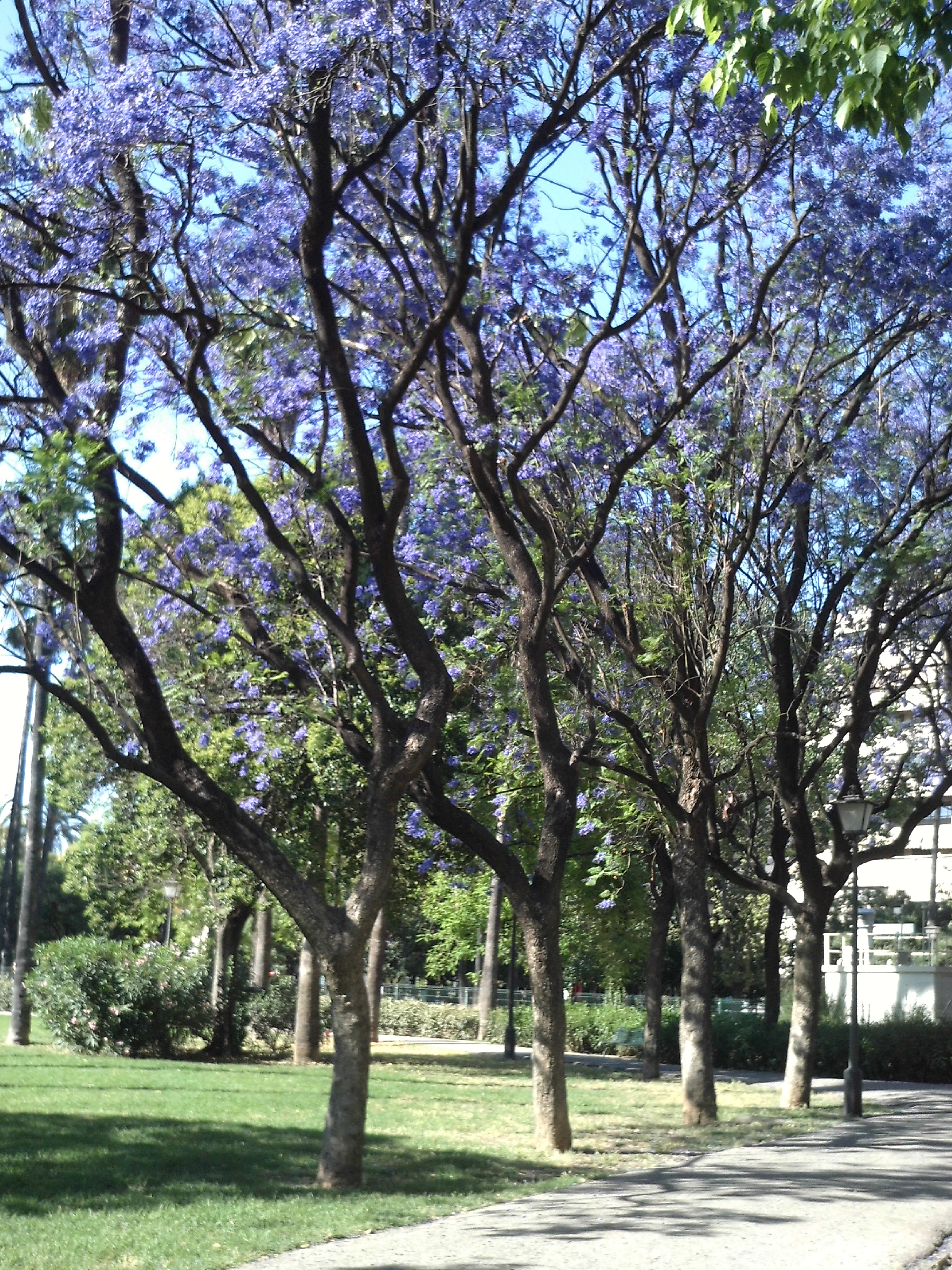
Jacarandas en el parque

Ocupa una extensión de 100 mil metros cuadrados. Posee amplias praderas de hierba y caminos asfaltados. También está dotado, ya desde 1973, con un estanque para patos y cisnes con varios puentes y una isla artificial central. Cuenta con unas instalaciones deportivas que incluyen un campo de fútbol.
Desde su origen el parque contó con una rosaleda, diseñada por José Elías.
Entre sus árboles hay especies como el naranjo, muy abundante; la jacaranda (jacaranda mimosifolia); tipuanas (tipuana tipu) y ciruelos de Japón, entre otros.